# Дубовець (притока Деркулу)
Дубове́ць — річка в Луганській області України. Ліва притока річки Деркул. Протяжність близько 10 км, похил — 2,2 м/км. Загальна площа басейну річки — 143 км².
Свій витік бере на південний захід від села Плугатар Біловодського району. Протікає степовим ландшафтом після чого впадає в річку Деркул на території селища Біловодськ. Абсолютна відмітка висоти дзеркала води в місці впадіння — близько 62 м над рівнем моря.